# Bruel (album)
Pour les articles homonymes, voir Bruel.
 (juin 2017).
Si vous disposez d'ouvrages ou d'articles de référence ou si vous connaissez des sites web de qualité traitant du thème abordé ici, merci de compléter l'article en donnant les références utiles à sa vérifiabilité et en les liant à la section « Notes et références ».
Albums de Patrick Bruel
Si ce soir...
(1991) Plaza de los heroes
(1995)
Singles
1. Bouge !
Sortie : 1994
2. Combien de murs...
Sortie : 1994
3. Pars pas
Sortie : 1994
4. J'suis quand même là
Sortie : 1995

Bruel est le troisième album studio de l'auteur-compositeur-interprète et acteur français Patrick Bruel, publié le 26 avril 1994.

## Liste des titres
| 1.    | Quoique                            | Bruel-Chalumeau/Bruel  | 4:40 |
| 2.    | Lâche-toi                          | Bruel                  | 3:35 |
| 3.    | Bouge !                            | Bruel-Presgurvic/Bruel | 3:56 |
| 4.    | Pars pas                           | Bruel-Presgurvic/Bruel | 5:33 |
| 5.    | J'suis quand même là...            | Bruel                  | 4:15 |
| 6.    | On t'attendait                     | Bruel                  | 3:56 |
| 7.    | Qu'est-ce que tu crois ?           | Bruel-Chalumeau/Bruel  | 3:57 |
| 8.    | Combien de murs...                 | Bruel                  | 4:59 |
| 9.    | S'laisser aimer                    | Bruel                  | 4:08 |
| 10.   | Joue, Docteur joue !               | Bruel                  | 3:51 |
| 11.   | Est-ce que tu danseras avec moi... | Bruel                  | 4:45 |
| 12.   | En bas des marches                 | Bruel                  | 3:29 |
| 13.   | Demain le monde !                  | Chalumeau/Bruel        | 4:21 |
| 14.   | Rien à perdre                      | Bruel                  | 4:43 |
| 60:08 |                                    |                        |      |

| Titre supplémentaire - Réédition 1995 et support numérique | Titre supplémentaire - Réédition 1995 et support numérique | Titre supplémentaire - Réédition 1995 et support numérique | Titre supplémentaire - Réédition 1995 et support numérique | Titre supplémentaire - Réédition 1995 et support numérique | Titre supplémentaire - Réédition 1995 et support numérique | Titre supplémentaire - Réédition 1995 et support numérique | Titre supplémentaire - Réédition 1995 et support numérique | Titre supplémentaire - Réédition 1995 et support numérique | Titre supplémentaire - Réédition 1995 et support numérique |
| No                                                         | Titre                                                      | Durée                                                      |                                                            |                                                            |                                                            |                                                            |                                                            |                                                            |                                                            |
| ---------------------------------------------------------- | ---------------------------------------------------------- | ---------------------------------------------------------- | ---------------------------------------------------------- | ---------------------------------------------------------- | ---------------------------------------------------------- | ---------------------------------------------------------- | ---------------------------------------------------------- | ---------------------------------------------------------- | ---------------------------------------------------------- |
| 15.                                                        | J'suis quand même là... (Acoustique)                       | 3:57                                                       |                                                            |                                                            |                                                            |                                                            |                                                            |                                                            |                                                            |
| 64:10                                                      |                                                            |                                                            |                                                            |                                                            |                                                            |                                                            |                                                            |                                                            |                                                            |